# The Swinging Guitar of Tal Farlow
The Swinging Guitar of Tal Farlow è un album di Tal Farlow, pubblicato dalla Verve Records nel 1957.
L'album fu anche pubblicato dalla ARS Records (codice G-418), con copertina differente e lo stesso ordine dei brani.

## Tracce
Lato A
1. Taking a Chance on Love – 4:42 (John Latouche, Ted Fetter, Vernon Duke)
2. Yardbird Suite – 5:12 (Charlie Parker)
3. You Stepped Out of a Dream – 5:37 (Gus Kahn, Nacio Herb Brown)
4. They Can't Take That Away from Me – 5:39 (George Gershwin, Ira Gershwin)

Durata totale: 21:10
Lato B
1. Like Someone in Love – 6:35 (Jimmy Van Heusen, Johnny Burke)
2. Meteor – 6:32 (Tal Farlow)
3. I Love You – 5:28 (Cole Porter)

Durata totale: 18:35
Edizione CD del 1999, pubblicato dalla Verve Records (559 515-2)
1. Taking a Chance on Love – 4:43 (J. Latouche, T. Fetter, V. Duke)
2. Yardbird Suite – 5:15 (C. Parker)
3. You Stepped Out of a Dream – 5:39 (G. Kahn, N.H. Brown)
4. They Can't Take That Away from Me – 5:42
5. Like Someone in Love – 6:38 (G. Gershwin, I. Gershwin)
6. Meteor – 6:35 (T. Farlow)
7. I Love You – 6:38 (C. Porter)
8. Gone with the Wind – 5:26 (A. Wrubel, H. Magidson) – Bonus Track
9. Taking a Chance on Love – 6:12 (J. Latouche, T. Fetter, V. Duke) – Bonus Track - Alternative Take
10. Yardbird Suite – 5:12 (C. Parker) – Bonus Track - Alternative Take
11. Gone with the Wind – 5:37 (A. Wrubel, H. Magidson) – Bonus Track - Alternative Take

Durata totale: 63:37

## Musicisti
- Tal Farlow - chitarra
- Eddie Costa - pianoforte
- Vinnie Burke - contrabbasso